# تطور الجهاز البولي

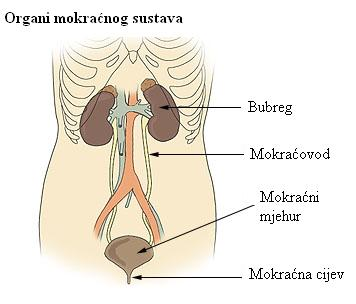

يشكّل تطور الجهاز البولي جزءاً من النماء السابق للولادة، ويرتبط تطوّر الجهازين البولي والتناسلي ببعضهما البعض.
تتطوّر أعضاء الجهاز البولي والتناسلي من طبقة الأديم المتوسّط. تتطوّر العديد من التراكيب الجنينية قبل أن يتشكّل الشكل النهائي للعضو عند البالغ، تختفي الأولى تماماً قبل الولادة باستثناء القنوات، تشمل هذه التراكيب الجنينة: سليفة الكلوة، الكلوة المُوسَّطة، والكلوة التالية بالنسبة للكلية، وقناة وولف، وقناة مولر في الجهاز التناسلي. تختفي سليفة الكلوة بوقت مبكر جداً من التطوّر الجنيني، وتتنكّس أغلب أجزاء الكلوة الموسّطة، تتطوّر الأقناد في مكانها، إذ تبقى قناة وولف عند الذكر، وقناة مولر عند الأنثى. تبقى بعض أجزاء الكلية الموسّطة لتشكّل جزءًا من الكلية الدائمة عند البالغ.

## سليفة الكلوة وقناة وولف

### قناة وولف
من الجزء الخارجي من الأديم المتوسط الوسطاني، مباشرةً تحت الأديم الظاهر، من القطعة الرقبية الخامسة، حتى الصدرية الثالثة، تنمو مجموعة من البروزات من كل قطعة ظهرياً، وتمتد ذيلياً مندمجةً بشكل متعاقب لتشكّل قناة سليفة الكلوة التي تستمر في النمو ذيلياً حتى تنفتح على الجزء البطني من المذرق، قناة وولف هي ما يتبقّى من قناة سليفة الكلوة بعد ضمور سليفة الكلوة.

### سليفة الكلوة
تشكّل البروزات آنفة الذكر سلسلة من النبيبات المستعرضة التي يتّصل كل منها عن طريق فتحة مهدبة على شكل قمع مع تجويف البطن، وفي كل قناة تتطوّر كبيبة. تتشكّل الكبيبة الثانوية بطنيّاً بالنسبة لها، وتشكّل المجموعة الكاملة سليفة الكلوة. سليفة الكلوة هي عضو رديمي عند البشر، لا تلبث أن تضمر وتختفي كليّاً.

## قناتا وولف

### الكلوة الموسّطة
تنشأ من الجانب الأنسي لقناة وولف مجموعة من النبيبات من القطعة الرقبية السادسة إلى القطعة القطنية الثالثة، يزداد عدد هذه النبيبات عن طريق النمو من النبيبات الأصلية، وتتغيّر طبيعتها من كتلة مصمتة من الخلايا لتصبح مجوّفة في مركزها، تنمو إحدى نهايتي هذه الأنابيب باتجاه قناة وولف وتنفتح عليها، بينما تنمو النهاية الأخرى وتنغلف ضمن حزمة من الأوعية الدموية الشعرية وتشكّل الكبيبة، تشكّل هذه النبيبات مجتمعة الكلوة الموسّطة.
تستمر الكلوة الموسّطة وتشكل الكليتين الدائمتين في الأسماك والبرمائيات، بينما تضمر سريعاً عند الزواحف والطيور والثدييات، ثمّ تختفي مع بدء تطوّر الكلوة التالية في الأسبوع السادس أو السابع، مع نهاية الشهر الخامس لا يبقى من الكلوة الموسّطة سوى القنوات وعدد قليل من النبيبات.

### التطوّر عند الذكر
تستمر قناة وولف عند الذكور لتشكّل البربخ والأسهر والقناة الدافقة والحويصل المنوي والقناة الصادرة عند البالغ. أما عند الإناث، تضمر كل من أجسام وقنوات وولف، ويبقى منها بقايا قليلة، مثل الرباط المعلّق للمبيض.

## قناتا مولر
بعد وقت قصير من تشكّل قناتي وولف، يتطوّر زوج من القنوات، ينشأ كل منها من الجانب الوحشي لقناة وولف المقابلة كبروز أنبوبي للخلايا التي تبطن تجويف البطن. تبقى الفوّهة مفتوحة، وتخضع للتوسع والتعديل لتشكّل الفوهة البطنية لأنبوب فالوب. تنتهي قناتا مولر بارتفاع ظهاري يدعى بارزة قناة مولر على الجزء البطني من المذرق بين فوهّات قناتي وولف. في مرحلة لاحقة، تنفتح بارزة مولر في الوسط، لتربط قناتي مولر بالمذرق.

### ضمور قناة مولر عند الذكور
تضمر قناة مولر فعليًا عند الذكور، ولكن تبقى آثار من أجزائها الأمامية، هي الزائدة الخصوية (الكيسة العدّارية لمورغانيي عند الذكر)، في حين تشكل أجزاؤها الطرفية أجزاءً من القُريبة، التي توجد في قاع الإحليل البروستاتي.

### تطوّر قناة مولر عند الإناث
تستمر قناة مولر عند الجنين الأنثى، وتخضع لمزيد من التطوّرات، تندمج أجزاء القناة التي تتوضّع في الحبل التناسلي، لتشكّل الرحم والمهبل. يبدأ اندماج قناتي مولر في الشهر الثالث، ويختفي الحاجز المتشكّل من أجزائهما الأنسية المندمجة من الأسفل إلى الأعلى.
تبقى أجزاء القناة خارج الحبل التناسلي منفصلة، ويشكّل كل منها قناة فالوب أو ما يسمّى نفير فالوب، وتكون فوّهة القناة مفتوحة على جوف البطن.
في الشهر الخامس تقريباً، يُحدِّد انقباض يشبه الحلقة موقع عنق الرحم، وبعد الشهر السادس تبدأ جدران الرحم بالتثخُّن. في البداية يتكوّن المهبل من عمود مُصمت من الخلايا الظهارية، وينمو جزء الظهارة في النهاية السفلية للرحم بشكل حلقة ليشكّل قبو المهبل، في الشهر الخامس أو السادس، ينفتح جوف المهبل عن طريق تحطّم الخلايا الظهارية المركزية، وغشاء البكارة هو عبارة عن بقايا من بارزة قناة مولر.

## الكلوة التالية والكلية الانتهائية
الكلوة التالية هي الكلية الانتهائية، لكنها ما زالت غير ناضجة، تنشأ الكلوة التالية من اتجاهين، إذ تنشأ من سلائف براعم الحالب المنبثقة من قناة وولف من جهة، ومن سلائف النبيبات الكلوية من مأرمة الكلوة التالية، ينمو برعم الحالب لاحقاً ليشكّل أجزاء الكليون (أو النفرون)، وتحدث بعض التغيّرات الأخرى، إذ ينتقل مصب الحالب ليفتح مباشرةً على المذرق.

### برعم الحالب
تظهر أساسيات الكلى الدائمة في نهاية الشهر الأول أو بداية الشهر الثاني. تنشأ كل كلية على شكل برعم حالب من النهاية الذيلية لقناة وولف، والتي تنشأ بدورها من الأديم المتوسط الوسطاني. يبدأ برعم الحالب بالقرب من مكان انفتاح قناة وولف على المذرق، وينمو ظهرياً ومنقارياً على طول جدار البطن الخلفي، حيث يمتد الطرف الأعمى وينقسم بعد ذلك إلى عدة براعم تشكل أساسيات الحويضة الكلوية والكؤوس، باستمرار النمو والانقسام تتشكّل الأنابيب الجامعة، ويشكّل الجزء الآخر الأكثر سطحيّة من الرتج الحالب.

### مأرمة الكلوة التالية
تتطوّر الجسيمات والنبيبات الكلوية من مأرمة الكلوة التالية بدلاً من برعم الحالب، لا تنفتح النبيبات الكلوية للكلوة التالية على قناة وولف -بعكس نبيبات سليفة الكلوة والكلوة الموسّطة- بل تتمدّد لتشكّل أجزاء النفرون: الأنابيب القريبة، وعروة هانله، والأنابيب المعوّجة البعيدة. ترتبط الأخيرة مع مجموعة القنوات الجامعة التي تنشأ من برعم الحالب، بينما تشكّل النهاية الأخرى للنبيبات الكلوية محفظة بومان، والكبيبة الكلوية.

### تغيّرات أخرى
تتكثّف طبقة الأديم المتوسط حول الأنابيب لتشكّل النسيج الضام للكلى. يفتح الحالب في البداية على النهاية الخلفية لقناة وولف، بعد الأسبوع السادس، ينفصل عن قناة وولف، وينفتح بشكل مستقل على جزء من المذرق، الذي سيكوّن في نهاية المطاف المثانة البولية. تصبح الأنابيب الكلوية مرتّبة بشكل أهرامات الكلى، تبقى الكلية بشكل مفصَّص لبعض الوقت بعد الولادة، ويمكن العثور على آثار الشكل المفصّص حتّى عند بعض البالغين. من ناحية أخرى، تبقى الكلى لدى الثور والعديد من الحيوانات الأخرى مفصصة طوال الحياة.

### المثانة
تتكوّن المثانة البولية من المذرق ونهاية قناة وولف. أو بعبارة أخرى، لا يشارك السقّاء في تشكيل المثانة.
بعد انفصال المستقيم عن الجزء الظهري من المذرق، يكوّن الجزء البطني الجيب البولي التناسلي الأساسي. ينقسم الجيب البولي التناسلي بدوره إلى الجيب البولي التناسلي النهائي السطحي، والجزء المثاني الإحليلي الأمامي الأعمق.

## الأعضاء الجنسيّة
حتى حوالي الأسبوع التاسع من عمر الحمل، تبدو الأعضاء الجنسية للذكور والإناث متماثلة، وتتبع تطوراً مشتركاً، ويشمل ذلك تطوّر الحديبة التناسلية والأغشية المتوضّعة ظهريّاً بالنسبة لها، مغطيّةً الفوهة البولية التناسلية الآخذة بالتطوّر، وتطوّر الطيّات الشفرية الصفنية.
حتى بعد ملاحظة التمايز بين الجنسين، تبقى بعض المراحل التطوّرية مشتركة بين الجنسين، على سبيل المثال اختفاء الغشاء. من ناحية أخرى، يشمل التمايز الجنسي تبارزاً أكبر للحديبة التناسلية عند الذكور لتشكيل القضيب، وتطوّر الطيات الشفرية الصفنيّة إلى كيس الصفن عند الذكور، بينما تتطوّر إلى الشفرين عند الإناث.